# 卡尔斯贝格 (莱茵兰-普法尔茨州)
卡尔斯贝格是德国莱茵兰-普法尔茨州的一个市镇。总面积7.03平方公里，总人口3468人，其中男性1749人，女性1719人（2011年12月31日），人口密度493人/平方公里。

## 外部連結
- Municipality’s official webpage （德文）
- Verbandsgemeinde of Hettenleidelheim（页面存档备份，存于） （德文）
- Brief portrait with film about Carlsberg at SWR Fernsehen（页面存档备份，存于） （德文）
- Hertlingshausen’s history（页面存档备份，存于） （德文）
- Naturfreundehaus Rahnenhof（页面存档备份，存于） （德文）